# Route forestière 12
Die Route forestière 12, auch F12 genannt, war eine Straße auf Korsika, die 1854 durch den Décret Impérial 1782 festgelegt wurde. Sie wurde angelegt, um einen der Wälder Korsikas für die Holzwirtschaft zu erschließen. Betrieben durch den Staat, hatte sie den Rang einer Nationalstraße. Die F12 zweigte von der N196 in Cauro ab und führte in den Forêt de Tova. Ihre Länge betrug 17 Kilometer. 1973 wurde sie abgestuft.